# DDT (grup)
DDT (en ciríl·lic, ДДТ) és un grup de rock rus de Sant Petersburg, antiga Leningrad, fundat l'any 1980 a la ciutat d'Ufà, Rússia (antiga URSS).
El líder del grup és Iuri Xevtxuk, el qual és productor, poeta, autor de la majoria de les cançons i únic membre permanent de la banda. El nom del grup prové del compost químic DDT Diclor-Difenil-Triclormetilmetan. Per al KGB, DDT també volia dir добрый день товарищи (Bon Dia Camarades), Детский Драматический Театр (Teatre Dramàtic Infantil) i Детский Дом Творчества (Casa de Creativitat de Nens)

## Història
A finals de 1979, per recomanació d'un conegut mutu, Iuri Shevchuk va ser convidat a un grup que assajava a la Casa de Creativitat dels Nens de la localitat d'Ufà. El grup no tenia material propi, i només feien versions de temes de The Rolling Stones, els Beatles i altres grups occidentals. Durant algun temps, els membres de la banda pensaven que si es fes rock en rus, aquest seria totalment desconegut per part del públic majoritari de parla russa.
El grup inicialment estava format per Iuri Shevxuk com a vocal, Rustam Asanbaev com a guitarra, el baix Genadi Rodin, Vladimir Sigaxiov als teclats i a la percussió Rinat Shamsutdinov, que va ser substituït primer per Sergei Pasternak i després per Rustam Karimov. El grup encara no s'anomenava DDT si no que es feien dir "Conjunt sota la direcció de Genadi Rodin". L'any 1980, amb mitjans totalment casolans, el grup gravà el seu primer àlbum en magnetòfon que contenia set cançons i s'anomenà "DDT-1".
L'any 1982 el diari Komsomolskaia Pravda va anunciar el concurs "Zolotoi Kamerton" (Diapasó d'Or) per a joves intèrprets. El premi per consistia en l'edició d'un disc senzill amb el segell estatal "Melodia". Els músics enviaren una maqueta amb unes quantes cançons i per a la seva pròpia sorpresa passaren a la següent ronda, en la qual presentaren tres cançons del seu primer àlbum: Inoplanetyanin (extraterrestre), Xiornoe solntsé (sol negre) i Ne streliai! (No dispareu!). Sense esperar-ho, van guanyar el primer lloc i varen ser convidats a Moscou a gravar la cançó "No dispareu!" però amb una clàusula especial que els obligava a interpretar cançons amb música i lletres "oficials" del govern soviètic. Iuri Shevchuc s'hi va negar i això va fer que els retiressin el contracte de treball i van continuar sent coneguts només pels pocs fans del rock alternatiu. Com ha manifestat el mateix Shevchuk, el grup mai ha tingut una ideologia política concreta, però sempre s'ha mantingut fidel al seu deure cívic i social. Malgrat això, el 1982 el grup gravà el seu segon àlbum casolà en magnetòfon, "Svin'ia na radugue" (Porcs a l'Arc de Sant Martí), no tan experimental com DDT-1, encara que les tendències de hard-rock es feien sentir amb claredat, hi havia influències de rock, blues i country. Mesos més tard el grup va debutar amb el seu primer concert a l'Institut del Petroli de la ciutat d'Ufà, als Urals, on el públic assistent es va sorprendre del que van veure i sentir. D'aquesta manera començava a créixer la seva popularitat així com creixia l'hostilitat envers ells per part de l'aparell Soviètic, fins al punt que les seves cançons van ser prohibides i el grup passà a la clandestinitat.